# Scheibenfibel

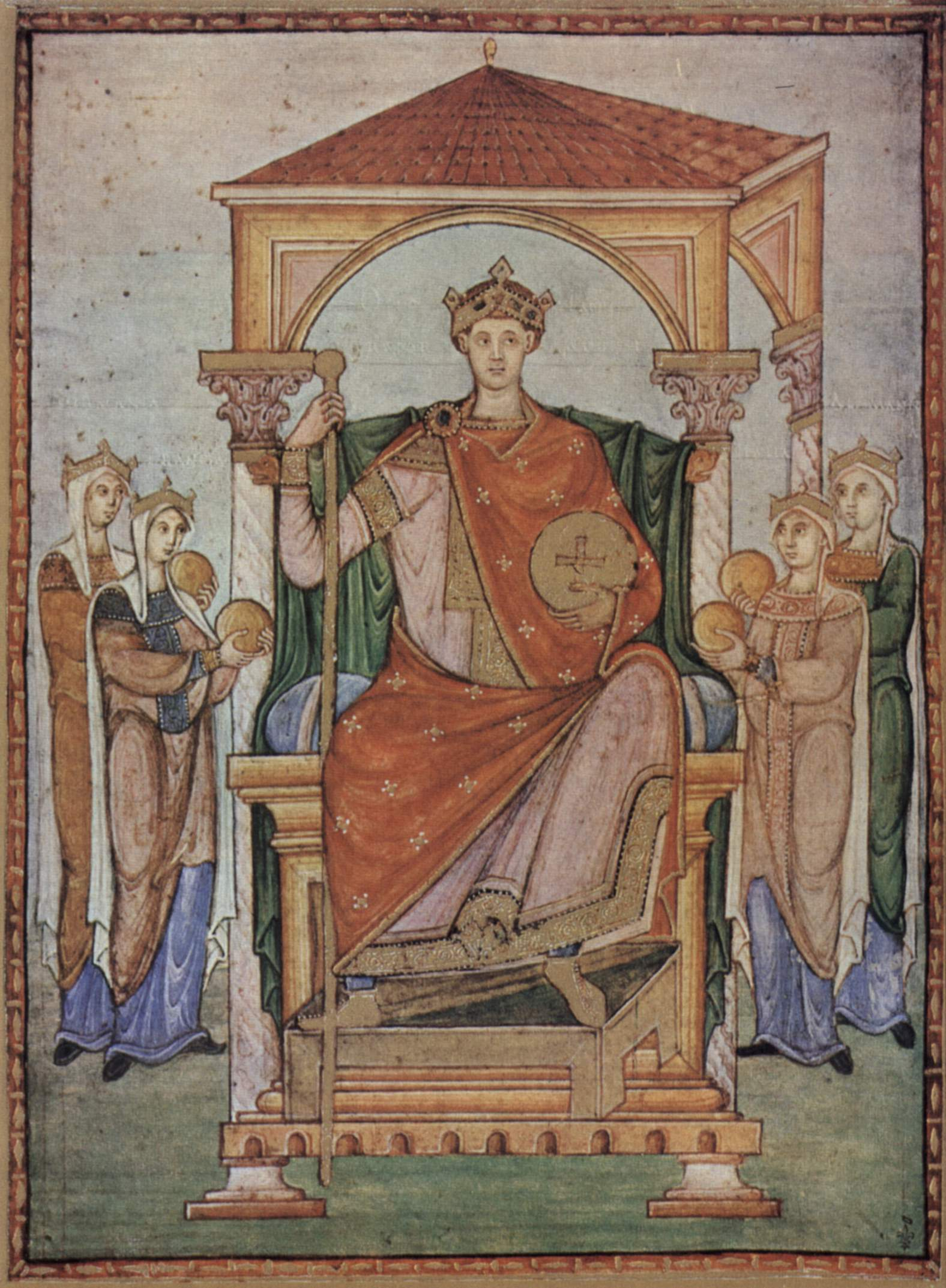
Otto der Große, mit prunkvoller Scheibenfibel dargestellt

Eine Scheibenfibel ist europaweit eine Form der Gewandspange zum Zusammenhalten der Kleidung, mit einer scheibenförmigen, oft reichverzierten Platte als Abdeckung über der Nadel. Bis über fünf Zentimeter durchmessende Scheibenfibeln sind im Frühmittelalter in der Regel Bestandteile der Frauentracht, deutlich kleinere Exemplare wurden ab der Karolingerzeit auch von Männern getragen.
Bekannte Fibeln dieser Art stammen aus der Völkerwanderungszeit und den angrenzenden Jahrhunderten, so die Scheibenfibeln aus Soest oder aus der niedersächsischen Gemeinde Holle.
Viele Scheibenfibeln haben goldverzierte Einlegearbeiten mit Schmucksteinen, sind emailliert bzw. tauschiert oder haben eine Auflage aus Gold- oder Silberblech. Die bekannte Reiterscheibe von Pliezhausen war ehemals die Auflage einer Scheibenfibel. Ein Beispiel aus römischer Zeit ist die Scheibenfibel von Tangendorf. Die frühmittelalterliche Scheibenfibel von Maschen zeigt eine Gestalt mit Heiligenschein.

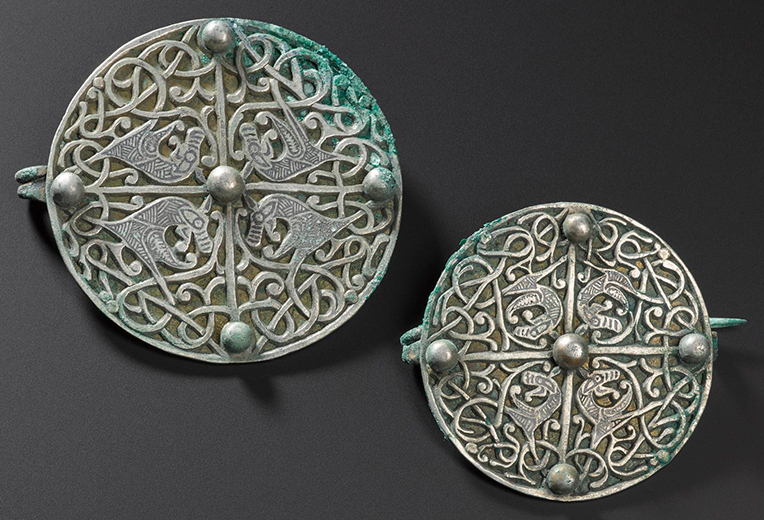
Scheibenfibel aus dem Galloway Hoard
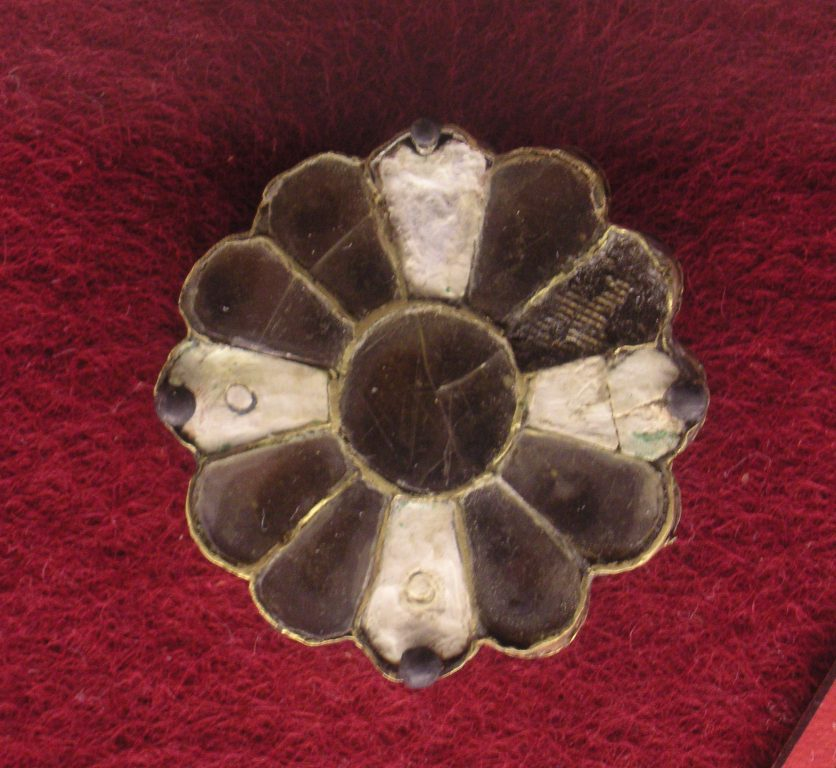
Alamannische Scheibenfibel des 6. Jahrhunderts mit Almandin- und Beineinlagen
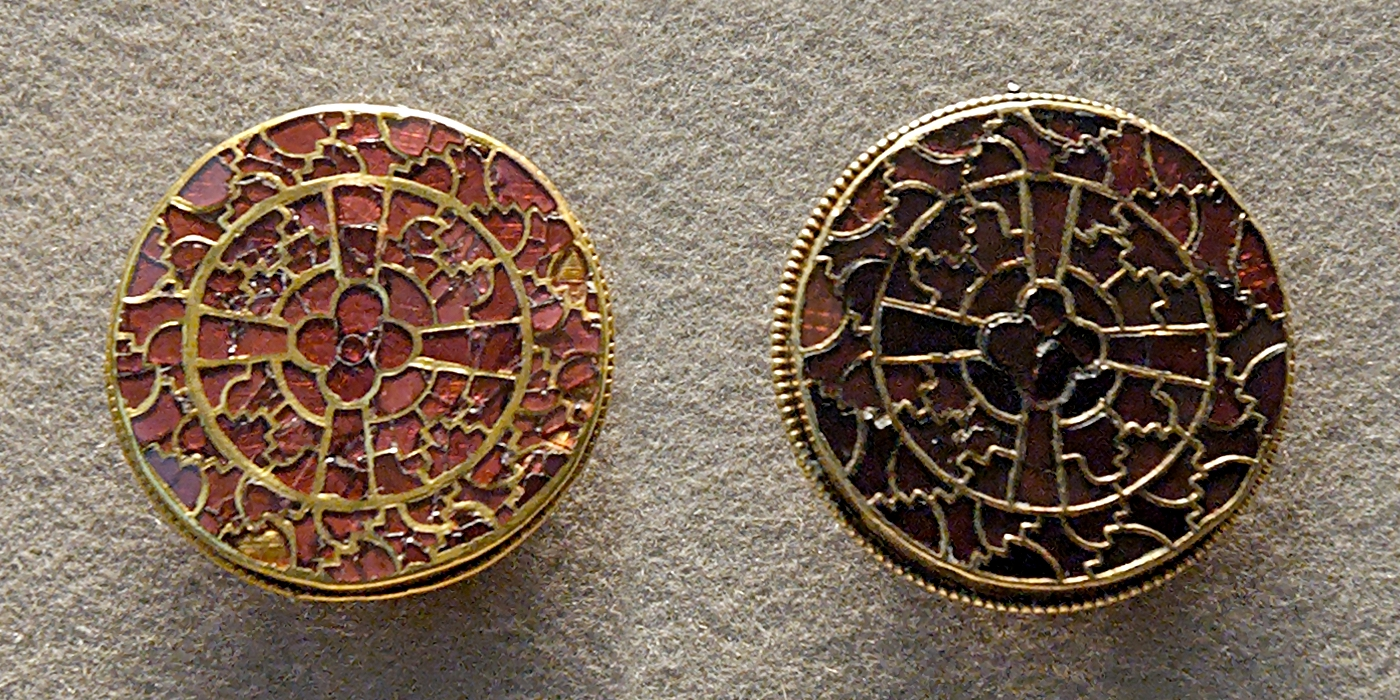
Scheibenfibelpaar aus dem Arnegundegrab ca. 6. Jhd.
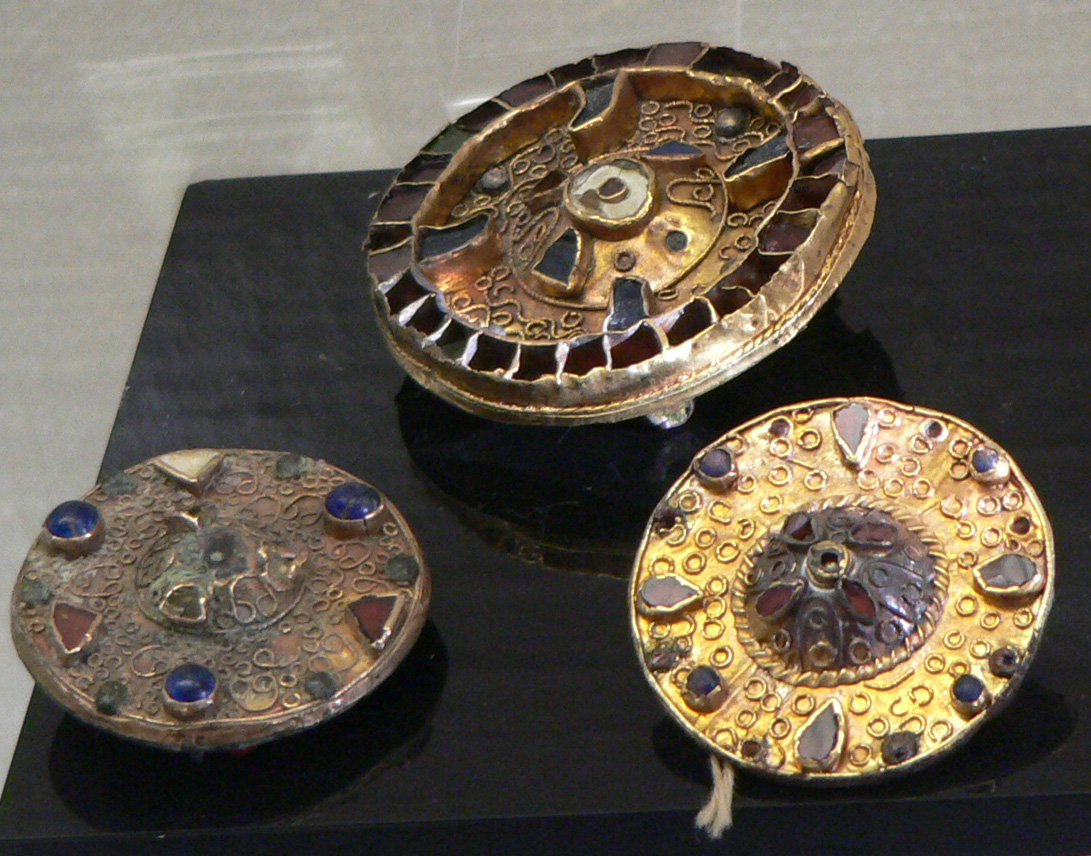
Merowingerzeitliche Scheibenfibeln des 6. und 7. Jahrhunderts mit Edelstein- und Filigranauflage
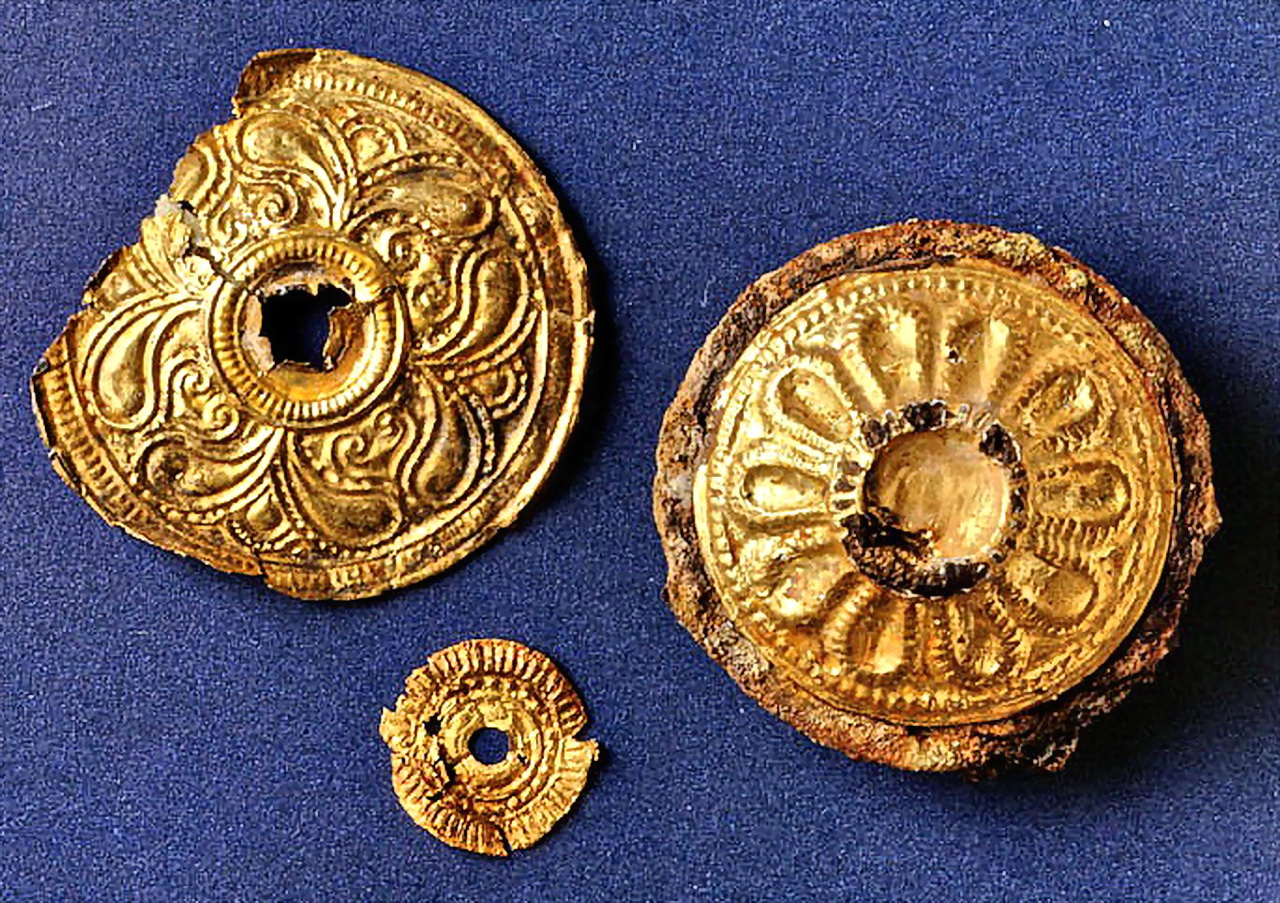
Goldscheibenfibeln aus dem Fürstengrabhügel Sonnenbühl (La-Tène-Zeit)
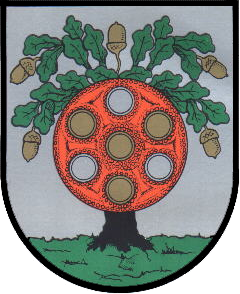
Das Wappen der Gemeinde Holle zeigt eine Scheibenfibel.
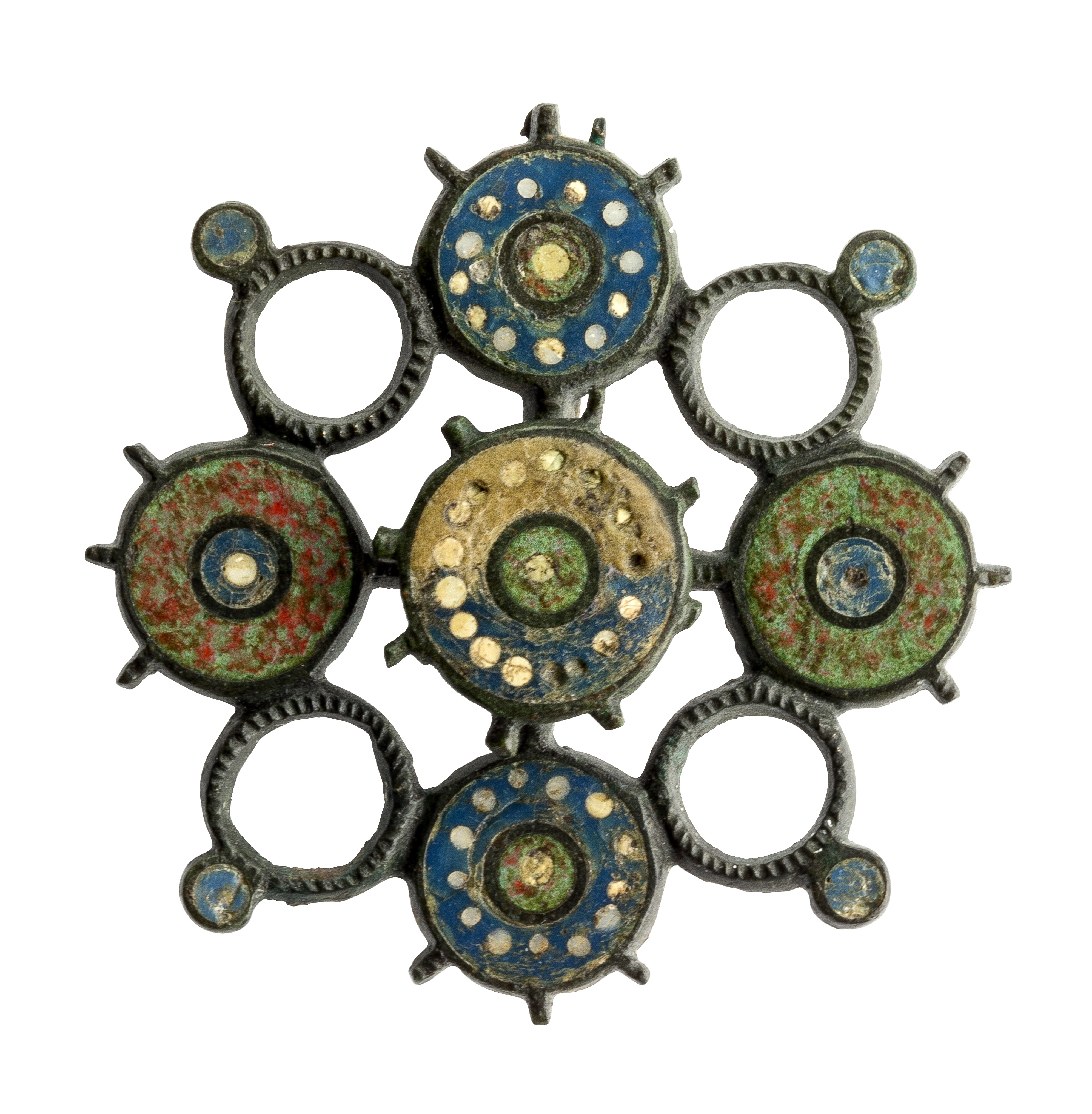
Scheibenfibel, bronze, emailliert, 180–220 A.D., gefunden in Tongeren Gallo-Römisches Museum Tongeren